# Super drbna (seriál, 2007)
Super drbna (v anglickém originále Gossip Girl) je americký dramatický televizní seriál, jehož autory jsou Josh Schwartz a Stephanie Savage. Vznikl na motivy knižní série Gossip Girl od Cecily von Ziegesar. Premiérově byl vysílán v letech 2007–2012 na stanici The CW. Celkově bylo natočeno 121 dílů v šesti řadách. V roce 2021 vznikl volně navazující stejnojmenný seriál, uváděný na službě HBO Max.

## Příběh
Seriál z prostředí dospívající newyorské smetánky začíná, když se Serena van der Woodsenová vrací z internátní školy zpět na Manhattan, kde je ona i všichni její přátelé pod dohledem záhadné Drbny (Kristen Bell, český dabing: Klára Sochorová), vševědoucí bloggerky, která příběh vypráví.

## Obsazení
- Blake Lively (český dabing: Andrea Elsnerová) jako Serena van der Woodsenová, bývalá školní královna, která se snaží všem dokázat, že už není ta problémová dívka, co má smůlu na vztahy. To ale platí i o jejím komplikovaném vztahu s Danem. Je nejlepší kamarádkou Blair, chodila na Kolumbijskou univerzitu. Má také chorobný pocit, že musí řešit vše, co nemá, což z ní dělá poněkud hloupou blondýnu.
- Leighton Meester (český dabing: Lucie Vondráčková [1.–3. a 5. řada], Lucie Štěpánková [4. a 6. řada]) jako Blair Waldorfová, „královna B“, dcera módní návrhářky Eleanor. Od začátku první řady je neodmyslitelně spojena s Chuckem Bassem, což jí vydrží navždy, a to i přesto, že se zasnoubí a, i když jen na krátko, si vezme Louise, potomka monackého knížete. Rok chodila na Newyorskou univerzitu a potom na Kolumbijskou univerzitu.
- Penn Badgley (český dabing: Radek Kuchař) jako Dan Humphrey. Vždy byl nazýván outsiderem, žije v Brooklynu, chodil na Newyorskou univerzitu. Jeho snem je být spisovatelem, napsal dvě úspěšné knihy: Uvnitř a Uvnitř 2.
- Chace Crawford (český dabing: Michal Holán) jako Nate Archibald. Pochází z rodu Vanderbiltů, původně je přítelem Blair, ale rozejdou se, když ji podvede se Serenou. Jeho otec byl zavřený ve vězení za podvod a zpronevěru. Nate posléze chodí na Kolumbijskou univerzitu a stane se ředitelem a majitelem bulvárního internetového deníku Spectator.
- Taylor Momsen (český dabing: Terezie Taberyová) jako Jenny Humphreyová (1.–4. řada, jako host v 6. řadě), mladší sestra Dana. Společně se svým bratrem a tátou Rufusem žije v Brooklynu. Je velmi cílevědomá a jde si za svým, na chvíli se dokonce stává královnou na střední škole Constance, ale později se kvůli problémům odstěhuje k mámě do Hudsonu.
- Ed Westwick (český dabing: Matěj Hádek) jako Chuck Bass, syn miliardáře Barta. Po jeho smrti zdědí jeho podnik a peníze, koupí si svůj hotel Impérium, užívá si život naplno: peníze, alkohol, holky. Vždy měl ale největší slabost pro Blair.
- Kelly Rutherford (český dabing: Simona Vrbická) jako Lily van der Woodsenová, matka Sereny a Erica, pětkrát vdaná. Pro záchranu rodinného čistého štítu udělá cokoliv. Jejím posledním manželem je Rufus Humphrey, otec Dana Humphreyho.
- Matthew Settle (český dabing: Libor Hruška) jako Rufus Humphrey. Živí se hudbou a uměním, je starostlivým otcem Dana a Jenny. Po rozvodu se svou ženou a smrti Barta Basse si vezme Lily van der Woodsenovou.
- Jessica Szohr (český dabing: Jitka Moučková) jako Vanessa Abramsová (1.–4. řada, jako host v 1. a 6. řadě), od dětství nejlepší Danova kamarádka. Ráda se plete do úspěchu druhých lidí a tlačí je k rozhodnutí, která by jinak neudělali.
- Kaylee DeFer (český dabing: Jana Páleníčková) jako Ivy Dickensová (5.–6. řada, jako host ve 4. řadě), herečka a podvodnice

## Vysílání
| Řada | Díly | Premiéra v USA | Premiéra v USA    | Premiéra v ČR      | Premiéra v ČR     |
| Řada | Díly | První díl      | Poslední díl      | První díl          | Poslední díl      |
| ---- | ---- | -------------- | ----------------- | ------------------ | ----------------- |
| 1    | 18   | 19. září 2007  | 19. května 2008   | 19. září 2009      | 23. ledna 2010    |
| 2    | 25   | 1. září 2008   | 18. května 2009   | 30. ledna 2010     | 2. května 2010    |
| 3    | 22   | 14. září 2009  | 17. května 2010   | 4. září 2011       | 22. ledna 2012    |
| 4    | 22   | 13. září 2010  | 16. května 2011   | 28. ledna 2012     | 8. dubna 2012     |
| 5    | 24   | 26. září 2011  | 14. května 2012   | 6. října 2012      | 23. prosince 2012 |
| 6    | 10   | 8. října 2012  | 17. prosince 2012 | 30. listopadu 2013 | 29. prosince 2013 |

## Ocenění a nominace
| Rok  | Ocenění                 | Kategorie                                                    | Nominovaní            | Výsledek  |
| ---- | ----------------------- | ------------------------------------------------------------ | --------------------- | --------- |
| 2008 | Artios Award            | nejlepší casting v pilotním dílu dramatického seriálu        |                       | nominace  |
| 2008 | ASTRA Award             | nejoblíbenější mezinárodní program                           |                       | nominace  |
| 2008 | Teen Choice Awards      | nejlepší televizní seriál: drama                             |                       | vítězství |
| 2008 | Teen Choice Awards      | televizní objev roku                                         |                       | vítězství |
| 2008 | Teen Choice Awards      | nejlepší seriálová herečka: drama                            | Blake Lively          | vítězství |
| 2008 | Teen Choice Awards      | objev roku: žena                                             | Blake Lively          | vítězství |
| 2008 | Teen Choice Awards      | objev roku: žena                                             | Leighton Meester      | nominace  |
| 2008 | Teen Choice Awards      | objev roku: žena                                             | Taylor Momsen         | nominace  |
| 2008 | Teen Choice Awards      | objev roku: muž                                              | Chace Crawford        | vítězství |
| 2008 | Teen Choice Awards      | objev roku: muž                                              | Ed Westwick           | nominace  |
| 2008 | Teen Choice Awards      | nejlepší seriálový zloduch                                   | Ed Westwick           | vítězství |
| 2008 | Teen Choice Awards      | nejlepší seriálová herečka: drama                            | Leighton Meester      | nominace  |
| 2008 | Teen Choice Awards      | nejlepší seriálový herec: drama                              | Chace Crawford        | nominace  |
| 2008 | Teen Choice Awards      | nejlepší seriálový herec: drama                              | Penn Badgley          | nominace  |
| 2008 | People's Choice Award   | nejlepší televizní seriál: drama                             |                       | nominace  |
| 2009 | ASTRA Award             | nejoblíbenější mezinárodní osobnost nebo herec               | Blake Lively          | nominace  |
| 2009 | ASTRA Award             | nejoblíbenější mezinárodní program                           |                       | nominace  |
| 2009 | ASCAP Awards            | nejlepší televizní seriál                                    |                       | vítězství |
| 2009 | Costume Designers Guild | nejlepší kostýmy pro současný televizní seriál               | Eric Daman            | nominace  |
| 2009 | Prism Award             | nejlepší herecký výkon v dramatickém seriálu                 | Blake Lively          | nominace  |
| 2009 | Teen Choice Awards      | nejlepší televizní seriál: drama                             |                       | vítězství |
| 2009 | Teen Choice Awards      | nejlepší seriálový herec: drama                              | Chace Crawford        | vítězství |
| 2009 | Teen Choice Awards      | nejlepší seriálový herec: drama                              | Penn Badgley          | nominace  |
| 2009 | Teen Choice Awards      | nejlepší seriálová herečka: drama                            | Leighton Meester      | vítězství |
| 2009 | Teen Choice Awards      | nejlepší seriálový padouch                                   | Ed Westwick           | vítězství |
| 2009 | Teen Choice Awards      | nejlepší hudební soundtrack                                  |                       | nominace  |
| 2009 | Teen Choice Awards      | nejlepší seriálová rodičovská jednotka                       | Matthew Settle        | nominace  |
| 2009 | Young Artist Awards     | nejlepší seriálová herečka v hlavní roli: komedie nebo drama | Taylor Momsen         | nominace  |
| 2009 | Young Hollywood Awards  | objev roku: muž                                              | Ed Westwick           | vítězství |
| 2010 | Teen Choice Awards      | nejlepší televizní seriál: drama                             |                       | vítězství |
| 2010 | Teen Choice Awards      | nejlepší seriálová herečka: drama                            | Leighton Meester      | vítězství |
| 2010 | Teen Choice Awards      | nejlepší seriálová herečka: drama                            | Blake Lively          | nominace  |
| 2010 | Teen Choice Awards      | nejlepší seriálový herec: drama                              | Chace Crawford        | vítězství |
| 2010 | Teen Choice Awards      | nejlepší seriálový herec: drama                              | Penn Badgley          | nominace  |
| 2010 | Teen Choice Awards      | nejlepší zlodějka scén: žena                                 | Hilary Duff           | vítězství |
| 2010 | Teen Choice Awards      | nejlepší seriálový padouch                                   | Ed Westwick           | nominace  |
| 2011 | People's Choice Award   | nejlepší televizní seriál: drama                             | Blake Lively          | nominace  |
| 2011 | People's Choice Award   | nejlepší seriálový herec: drama                              | Chace Crawford        | nominace  |
| 2011 | Teen Choice Awards      | nejlepší televizní seriál: drama                             |                       | vítězství |
| 2011 | Teen Choice Awards      | nejlepší seriálová herečka: drama                            | Blake Lively          | vítězství |
| 2011 | Teen Choice Awards      | nejlepší seriálový herec: drama                              | Chace Crawford        | vítězství |
| 2011 | Teen Choice Awards      | nejlepší seriálový herec: drama                              | Penn Badgley          | nominace  |
| 2012 | People's Choice Awards  | nejlepší seriálová herečka: drama                            | Blake Lively          | nominace  |
| 2012 | Teen Choice Awards      | nejlepší televizní seriál: drama                             |                       | nominace  |
| 2012 | Teen Choice Awards      | nejlepší seriálová herečka: drama                            | Leighton Meester      | nominace  |
| 2012 | Teen Choice Awards      | nejlepší seriálový herec: drama                              | Ed Westwick           | nominace  |
| 2012 | Teen Choice Awards      | nejlepší seriálový herec: drama                              | Penn Badgley          | nominace  |
| 2012 | Teen Choice Awards      | nejlepší seriálový padouch                                   | Michelle Trachtenberg | nominace  |
| 2013 | People's Choice Awards  | nejlepší televizní seriál: drama                             | Gossip Girl           | nominace  |
| 2013 | Teen Choice Awards      | nejlepší televizní seriál: drama                             |                       | nominace  |
| 2013 | Teen Choice Awards      | nejlepší seriálový herec: drama                              | Penn Badgley          | nominace  |
| 2013 | Teen Choice Awards      | nejlepší seriálová herečka: drama                            | Blake Lively          | nominace  |
| 2018 | Teen Choice Awards      | nejlepší bývalý televizní seriál                             |                       | nominace  |